# 盧卡斯·迪尼
盧卡斯·迪尼（法語：Lucas Digne，發音：[lykɑ diɲ]；1993年7月20日—）是法國的一名足球運動員，在場上司職左後衛，現效力於英超球會阿士東維拉。自2005年開始，盧卡斯·迪尼曾先後在法甲球會里爾與巴黎聖日耳曼以及西甲球會巴塞罗那效力。迪尼也曾參與過法國各級青年隊比賽。2014年，迪尼首次代表法國國家足球隊參賽，並入選2014年世界杯法國隊參賽名單。

## 球會生涯

### 里爾

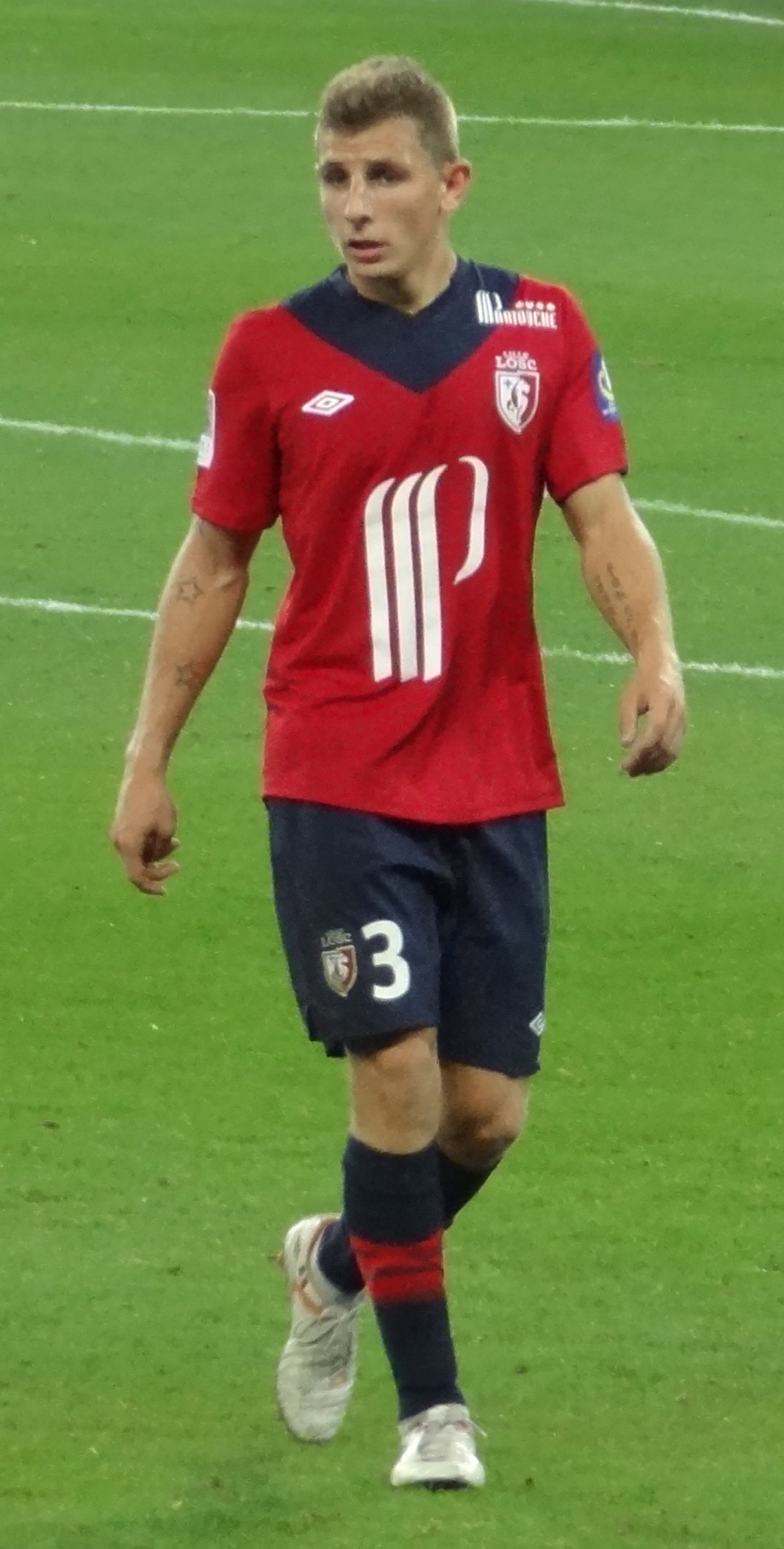
盧卡斯·迪尼於2012年在里爾。

2010年7月27日，盧卡斯·迪尼與法甲球會里爾簽署3年合約，這是他的首次職業聯賽合約，並在2012年1月將合約期限延長至2016年。2011年至2012年賽季期間，迪尼提前從青年隊提升至成年隊，並被指定球衣號碼為3號。2011年10月26日，迪尼在法國聯賽盃對色當時首次上場，該場比賽里爾以6-1取勝。

### 巴黎聖日耳曼
2013年7月17日，盧卡斯·迪尼以5年合約與巴黎聖日耳曼簽約，轉會經額預估在1500萬歐元左右。

#### 羅馬
2015年8月26日，義甲球會羅馬宣布與巴黎聖日耳曼達成協議，以250萬歐元外借盧卡斯·迪尼一整個2015年至2016年義甲賽季。2015年8月30日，盧卡斯·迪尼在主場羅馬奧林匹克體育場對尤文圖斯首次上場，該場比賽羅馬最後以2-1取勝。

### 巴塞隆納
2016年7月13日，盧卡斯·迪尼以5年合同轉會至西甲球會巴塞罗那，轉會費為1650萬歐元，並可能因個人與團隊合作表現而增至2050萬歐元。2016年8月14日，迪尼在2016年西班牙超級盃首回合對塞維亞時首次登場，該場比賽巴塞隆納以2-0取勝。
盧卡斯·迪尼效力巴塞兩年，一直得不到機會，也間接成為不能進入2018世界盃名單的原因，因此萌生去意。

### 愛華頓
2018年8月1日，迪尼以約2000萬歐元轉會費從巴塞隆拿加盟愛華頓，簽約5年，隨時獲得正選之位。2018年10月，迪尼接受媒體訪問時，直言「走得快好世界」，慶幸自己及早離開巴塞罗那。
2020年10月25日，迪涅在2-0输给南安普顿的比赛中因对凯尔-沃克-皮特斯的犯规而被罚下场。裁判员凯文-弗兰德将其记录为 "严重犯规"，将被处以三场停赛，但在上诉中，禁令被减少到一场比赛。
2021年2月24日，迪涅與愛華頓簽訂了一份新的長期合約，將他的未來奉獻給俱樂部，直至2025年6月底。
2022年1月，迪涅告訴主教練 拉法埃尔·贝尼特斯，他不再想為俱樂部效力並希望離開。

### 阿士東維拉
2022年1月13日，阿士東維拉宣布從埃弗頓簽下迪涅，合同至2026年。1月15日，迪涅在阿斯頓維拉英超聯賽主場戰平曼聯2-2的比賽首次亮相。11月6日，迪涅在主場3-1戰勝曼聯的比賽中攻入他在維拉的聯賽中首個進球，這是埃梅里執教的第一場比賽。
2024年3月2日，迪涅為阿斯頓維拉打入他的第二個英超進球，這是球隊3-2戰勝盧頓鎮的關鍵進球，幫助球隊取得3分。

## 國際賽生涯

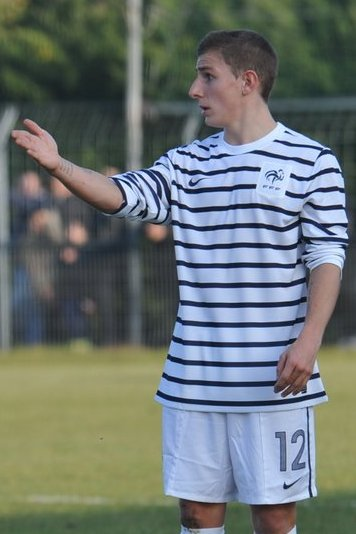
盧卡斯·迪尼於2012年在法國 U19。

盧卡斯·迪尼是法國國家青年足球隊的代表球員之一，並曾參與過法國U-16到法國U-21之間所有的各階青年隊。
2014年3月5日，迪尼在對陣荷蘭的友誼賽中代表法國國家足球隊首次亮相，在法蘭西體育場以2:0戰勝對手的比賽中作為半場替補替換帕特里斯·埃夫拉出場。
2014年，迪尼入選2014年世界杯法國參賽名單，球衣號碼為17號，並在小組賽第三場對厄瓜多時以先發身份上場。比賽期間，迪尼受到厄瓜多隊長安東尼奧·瓦倫西亞的犯規，讓瓦倫西亞直接被判紅牌下場，使得厄瓜多在小組賽的出線機會消失。

## 個人生活
2017年8月17日，2017年巴塞罗那恐怖襲擊時，迪尼用水瓶和自製止血帶幫助恐怖襲擊受害者。那天下午，這座城市誕生了許多英雄，迪涅就是其中之一。

## 生涯數據

### 球會
最後更新：2016年8月21日
| 球會         | 賽季     | 聯賽 | 聯賽 | 國家盃 | 國家盃 | 聯賽盃 | 聯賽盃 | 歐洲聯賽 | 歐洲聯賽 | 其它 | 其它 | 總計 | 總計 |
| 球會         | 賽季     | 出賽 | 進球 | 出賽   | 進球   | 出賽   | 進球   | 出賽     | 進球     | 出賽 | 進球 | 出賽 | 進球 |
| ------------ | -------- | ---- | ---- | ------ | ------ | ------ | ------ | -------- | -------- | ---- | ---- | ---- | ---- |
| 里爾         | 2011–12  | 16   | 0    | 1      | 0      | 1      | 0      | —        | —        | —    | —    | 18   | 0    |
| 里爾         | 2012–13  | 33   | 2    | 2      | 0      | 1      | 0      | 5        | 0        | —    | —    | 41   | 2    |
| 里爾         | 總計     | 49   | 2    | 3      | 0      | 2      | 0      | 5        | 0        | —    | —    | 59   | 2    |
| 巴黎聖日耳曼 | 2013–14  | 15   | 0    | 1      | 0      | 2      | 0      | 2        | 0        | —    | —    | 20   | 0    |
| 巴黎聖日耳曼 | 2014–15  | 14   | 0    | 5      | 0      | 2      | 0      | 1        | 0        | 1    | 0    | 23   | 0    |
| 巴黎聖日耳曼 | 總計     | 29   | 0    | 6      | 0      | 4      | 0      | 3        | 0        | 1    | 0    | 43   | 0    |
| 羅馬         | 2015–16  | 33   | 3    | 1      | 0      | 0      | 0      | 8        | 0        | 0    | 0    | 42   | 3    |
| 羅馬         | 總計     | 33   | 3    | 1      | 0      | 0      | 0      | 8        | 0        | 0    | 0    | 42   | 3    |
| 巴塞隆納     | 2016–17  | 1    | 0    | 0      | 0      | —      | —      | 0        | 0        | 2    | 0    | 3    | 0    |
| 巴塞隆納     | 總計     | 1    | 0    | 0      | 0      | —      | —      | 0        | 0        | 2    | 0    | 3    | 0    |
| 生涯總計     | 生涯總計 | 112  | 5    | 10     | 0      | 6      | 0      | 16       | 0        | 3    | 0    | 147  | 5    |

1. ↑  包括歐洲超級盃賽事
2. ↑  包括法國超級盃賽事

## 個人榮譽

### 球會
巴黎聖日耳曼
- 法甲冠軍（2）：2013–14年、2014–15年
- 法國盃冠軍（1）：2014–15年（英语：2014–15 Coupe de France）
- 法國聯賽盃冠軍（2）：2013–14年（英语：2013–14 Coupe de la Ligue）、2014–15年（英语：2014–15 Coupe de la Ligue）
- 法國超級盃冠軍（3）：2013年、2014年（英语：2014 Trophée des Champions）、2015年（英语：2015 Trophée des Champions）

巴塞隆納
- 西班牙足球甲级联赛冠軍（1）：2017-18年
- 西班牙國王盃冠軍（2）：2016–17、2017-18年
- 西班牙超級盃冠軍（1）：2016年（英语：2016 Supercopa de España）

### 國際賽
法國
- 歐洲國家盃亞軍（1）：2016年
- 歐洲足協國家聯賽冠軍（1）：2020–21賽季[22]

### 個人
- 愛華頓賽季最佳球員（1）：2018-19年（與伊祖沙·古爾共享）[23]

## 外部連結
- Soccerway資料庫：盧卡斯·迪尼
- FC Barcelona official profile （页面存档备份，存于）
- 足球数据库：Lucas Digne的球员统计数据
- 盧卡斯·迪尼在《隊報》足球中的档案 （法文）
- Paris Saint-Germain official profile （页面存档备份，存于）
- France profile （页面存档备份，存于） at FFF